# Seguidilla
Seguidilla [segi’ðilja] er en spansk nationaldans af livlig karakter, ledsaget af sang, guitar og kastagnetter; musikken er i 3/4- eller 3/8-takt og oftest i mol.